# مصطفى بايال سال
مصطفى بايال سال (بالفرنسية: Moustapha Bayal Sall)‏، من مواليد 30 نوفمبر 1985 في داكار في السنغال، لاعب كرة قدم سنغالي .
بدأ مسيرته الكروية مع نادي غوري في موسم 2005/2006، وفي عام 2006 انتقل إلى نادي ستارت، ومنذ عام 2006 وهو يلعب مع نادي سانت إتيان الفرنسي.
و هو يلعب مع منتخب السنغال لكرة القدم.

## روابط خارجية
- مصطفى بايال سال على موقع رابطة كرة القدم الفرنسية للمحترفين (الإنجليزية)
- مصطفى بايال سال على موقع إي إس بي إن إف سي (الإنجليزية)
- مصطفى بايال سال على موقع قاعدة بيانات كرة القدم.إي يو (الإنجليزية)
- مصطفى بايال سال على موقع ليكيب (الفرنسية)
- مصطفى بايال سال على موقع ناشيونال فوتبول تيمز (الإنجليزية)
- مصطفى بايال سال على موقع Soccerway.com (الإنجليزية)
- مصطفى بايال سال على موقع عالم كرة القدم.نت (الإنجليزية)
- مصطفى بايال سال على موقع كووورة
- مصطفى بايال سال على موقع AS.com (الإسبانية)